# Roman (Bulgarije)
Roman (Bulgaars: Роман) is een stad gelegen in het noordwesten van Bulgarije in de  oblast Vratsa.

## Bevolking
Op 31 december 2020 telde het stadje Roman 2.443 inwoners, terwijl de gemeente Roman 5.261 inwoners had.

### Etnische samenstelling
| Etnische groep   | volkstelling 1992 | volkstelling 1992 | volkstelling 2001 | volkstelling 2001 | volkstelling 2011 | volkstelling 2011 | volkstelling 2011  |
| Etnische groep   | Aantal            | %                 | Aantal            | %                 | Aantal            | % (totaal)        | % (gespecificeerd) |
| ---------------- | ----------------- | ----------------- | ----------------- | ----------------- | ----------------- | ----------------- | ------------------ |
| Bulgaren         | 8.808             | 96,29             | 7.504             | 92,07             | 2.458             | 39,50             | 85,26              |
| Turken           | 30                | 0,33              | 31                | 0,38              | 8                 | 0,13              | 0,28               |
| Roma             | 278               | 3,04              | 564               | 6,92              | 374               | 6,00              | 12,97              |
| Andere groepen   | 31                | 0,34              | 17                | 0,21              | 19                | 0,31              | 0,66               |
| Onbekend         | .                 | .                 | 4                 | 0,05              | 24                | 0,39              | 0,83               |
| Ongespecificeerd | .                 | .                 | 28                | 0,34              | 3.340             | 53,67             | .                  |
| Totaal           | 9.147             | 100,00            | 8.148             | 100,00            | 6.223             | 100,00            | 100,00             |

### Religie
De laatste volkstelling werd uitgevoerd in februari 2011 en was optioneel. Van de 6.223 inwoners reageerden er slechts 2.023 op de volkstelling. Van deze 2.023 respondenten waren er 1.751 lid van de Bulgaars-Orthodoxe Kerk, oftewel 86,6% van de bevolking. De rest van de bevolking had een andere religie of was niet religieus. 
| Religieuze samenstelling in februari 2011 | Religieuze samenstelling in februari 2011 | Religieuze samenstelling in februari 2011 | Religieuze samenstelling in februari 2011 | Religieuze samenstelling in februari 2011 |
| ----------------------------------------- | ----------------------------------------- | ----------------------------------------- | ----------------------------------------- | ----------------------------------------- |
|                                           |                                           |                                           |                                           |                                           |
| Bulgaars-Orthodoxe Kerk                   | Bulgaars-Orthodoxe Kerk                   |                                           | 86,6%                                     | 86,6%                                     |
| Katholieke Kerk                           | Katholieke Kerk                           |                                           | 0,8%                                      | 0,8%                                      |
| Protestantisme                            | Protestantisme                            |                                           | 0,4%                                      | 0,4%                                      |
| Islam                                     | Islam                                     |                                           | 0,2%                                      | 0,2%                                      |
| Geen                                      | Geen                                      |                                           | 4,8%                                      | 4,8%                                      |
| Anders/ Onbekend                          | Anders/ Onbekend                          |                                           | 7,2%                                      | 7,2%                                      |

## Nederzettingen
De gemeente Roman bestaat uit 13 nederzettingen: de stad Roman en 12 dorpen. 
| Plaatsnaam        | Cyrillisch      | Bevolking (2020) | Oppervlakte (km²) |
| ----------------- | --------------- | ---------------- | ----------------- |
| Choebavene        | Хубавене        | 266              | 24,621            |
| Dolna Besjovitsa  | Долна Бешовица  | 179              | 27,794            |
| Kameno Pole       | Камено поле     | 599              | 55,653            |
| Karasj            | Караш           | 46               | 23,079            |
| Koenino           | Кунино          | 416              | 38,801            |
| Koernovo          | Курново         | 152              | 24,471            |
| Markovo Ravnisjte | Марково равнище | 1                | 6,305             |
| Radovene          | Радовене        | 356              | 20,112            |
| Roman             | Роман           | 2.443            | 15,871            |
| Sinjo Bardo       | Синьо бърдо     | 402              | 21,090            |
| Sredni Rat        | Средни рът      | 15               | 15,285            |
| Stojanovtsi       | Стояновци       | 112              | 11,120            |
| Stroepets         | Струпец         | 274              | 17,322            |
| Totaal            |                 | 5,261            | 301,524           |

Bestuurlijk centrum: Vratsa
 Borovan · Bjala Slatina  · Chaïredin  ·  Kozlodoeï · Krivodol · Mezdra  · Mizija  ·  Orjachovo · Roman · Vratsa